# تقويم كوري

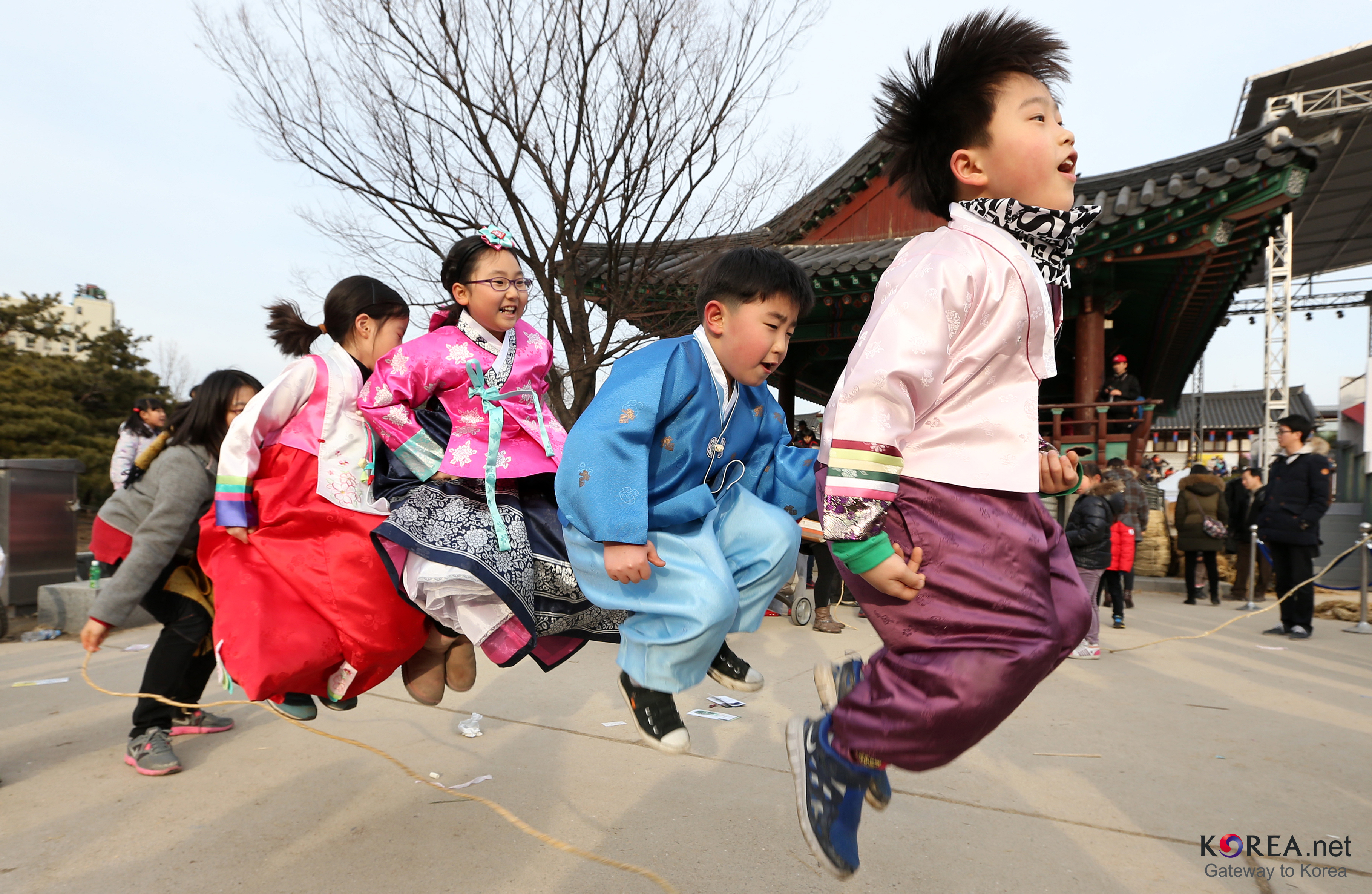

يعتمد التقويم الكوري على القمر أي أنه تقويم قمري، وتم استبدال التقويم الكوري بالتقويم الميلادي عام 1895، لكن لايزال استخدام التقويم الكوري في الاحتفالات التقليدية، ولا يزال كبار السن الكوريين أيضاً يعتمدون على التقويم الكوري لمعرفة أعمارهم.
من العام الميلادي 270 إلى 963 استخدم الكوريين الأسماء الكورية للشهور، وبعد ذلك استخدمت الأسماء الصينية حتى العام 1895، ثم عادت الأسماء الكورية التي لم تدم طويلاً حتى عام 1910 عندما احتلت اليابان كوريا التي اعتمدت التقويم الميلادي بأسماء يابانية حتى استقلال كوريا عام 1945.